# جنگجویان کوچولو
جنگجویان کوچولو فیلمی به کارگردانی و نویسندگی اسماعیل کوشان ساختهٔ سال ۱۳۵۲ است.

## بازیگران
- ایلوش
- وجستا
- اردوان مفید
- کریستین پاترسن
- غلامحسین بهمنیار
- حبیب اله بلور
- رضا رخشانی
- جمشید مهرداد
- بهنام
- مریم
- ساسان
- زری
- کامران
- مینو
- آرش
- منوچهر حامدی
- ساعد هدایتی[۱]